# Serramitjà
Serramitjà és un veïnat del terme comunal de la Bastida, a la comarca del Rosselló, de la Catalunya del Nord.
Està situat en el terç septentrional-oriental del terme comunal de la Bastida, a prop de 2 quilòmetres en línia dreta al sud del poble de la Bastida.